# Dvojbeni ljubor
Dvojbeni ljubor (lat. Lindernia dubia), američka autohtona vrsta ljubora, biljke iz porodice ljuborovki. Iz Amerike uvezena je u Europu (uključujući Hrvatsku), te u neke zemlje Azije (Indija, korejski poluotok).
Dvojbeni ljubor veoma je sličan trožilnom ljuboru, od kojeg se razlikuje u nekoliko karakteristika, to su dva fertilna prašnika i dva staminodija (zakržljala prašnika) dok su u trožilnog ljubora sva četiri prašnika fertilna. Nadalje cvjetovi su mu uglavnom hazmogamni s vjenčićem koji izrazito premašuje čašku, dok su u trožilnog ljubora kleistogamni, s vjenčićem koji nije duži od čaške. Razlikuje se i po rubu lista koji je kod dvojbenog ljubora izrazitije narovašeno pilast, te po građi ploda.